# Epithisanotia
Epithisanotia là một chi bướm đêm thuộc họ Noctuidae.

## Loài
- Epithisanotia sanctaejohannis Walker, 1856